# Worstead
Worstead är en ort och civil parish i Storbritannien.   Den ligger i grevskapet Norfolk och riksdelen England, i den sydöstra delen av landet, 180 km nordost om huvudstaden London. Worstead ligger 21 meter över havet och antalet invånare är 862.
Terrängen runt Worstead är platt. Runt Worstead är det ganska tätbefolkat, med 104 invånare per kvadratkilometer. Närmaste större samhälle är Norwich, 18,9 km söder om Worstead. Trakten runt Worstead består till största delen av jordbruksmark.